# Insulina

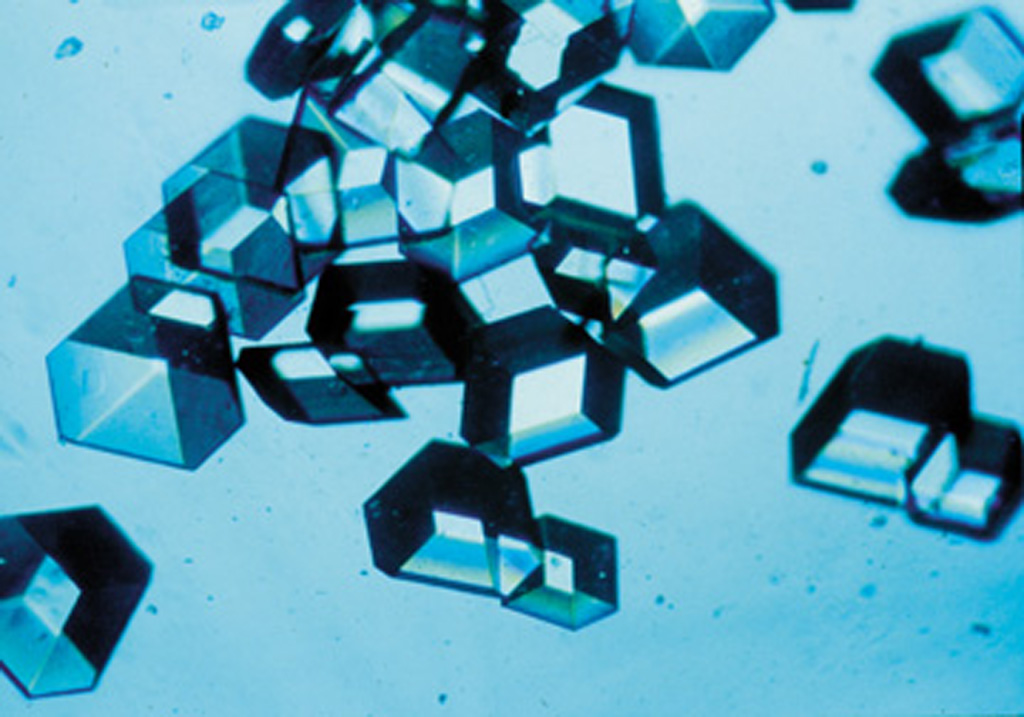
Cristalls d'Insulina

La insulina és una hormona que té efectes importants sobre el metabolisme i altres funcions de l'organisme. La insulina fa que les cèl·lules del fetge, dels músculs i del teixit adipós agafin la glucosa de la sang, que aquesta sigui emmagatzemada en forma de glicogen al fetge i als músculs i que s'aturi l'ús del greix com a font d'energia. Quan el nivell d'insulina és baix o nul, la glucosa no és captada per les cèl·lules del cos i aquest comença a utilitzar el greix com a font d'energia, per exemple, mitjançant la transferència de lípids del teixit adipós al fetge per tal de mobilitzar-los com a font energètica. Per tant, el nivell d'insulina és un mecanisme central de control metabòlic, alhora que la seva situació també és utilitzada com un senyal de control d'altres sistemes del cos, com ara la captació d'aminoàcids per les cèl·lules. També té diversos efectes anabòlics a l'organisme.
La insulina és utilitzada en medicina per tractar algunes formes de diabetis mellitus, ja que aquesta malaltia apareix quan el control dels nivells d'insulina no funciona correctament. Els pacients amb diabetis mellitus de tipus 1, que no la produeixen, depenen de la insulina externa per a la seva supervivència, la qual s'acostuma a injectar per via subcutània. Els pacients amb diabetis mellitus de tipus 2, en canvi, són resistents a la insulina, per la qual cosa en poden patir deficiències més relatives. Aquests pacients poden necessitar eventualment insulina quan altres medicaments no aconsegueixen controlar adequadament els nivells de glucosa en sang.
La insulina és una hormona peptídica formada per 51 aminoàcids i té un pes molecular de 5808 Da. Es produeix als illots de Langerhans, al pàncrees. El nom prové de la paraula insula, que significa “illa” en llatí.

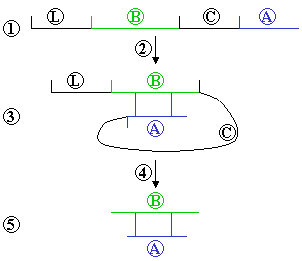
1.Preproinsulina (Lguia, B cadena, C cadena, A cadena); proinsulina consisteix BCA, sense
2.L plegament espontani
3.Cadenes A i B unides per ponts sulfurs
4.Guia i la cadena C són tallades
5.Restes d'insulina

La seva estructura varia lleugerament entre les diferents espècies animals. La d'origen porcí és de les més semblants a la dels humans.

## Genètica
La proinsulina, precursora de la insulina, és codificada pel gen INS, localitzat al cromosoma 11p15.5.

### Al·lels
S'han identificat una varietat considerable d'al·lels mutants en la regió que codifica el gen.

### Regulació
Hi ha diverses seqüències reguladores a la regió promotora del gen de la insulina humana, on s'uneixen els factors de transcripció. En general, les caixes A s'uneixen als factors Pdx1, les caixes E als NeuroD, les caixes C als MafA i les seqüències anomenades elements de resposta al cAMP s'uneixen als factors de transcripció CREB. També existeixen silenciadors que inhibeixen la transcripció.
| Seqüència reguladora                                            | Factor de transcripció         |
| --------------------------------------------------------------- | ------------------------------ |
| ILPR                                                            | Par1                           |
| A5                                                              | Pdx1                           |
| element regulador negatiu (NRE)                                 | receptor glucocorticoide, Oct1 |
| Z (superposat a NRE i C2)                                       | ISF                            |
| C2                                                              | Pax4, MafA(?)                  |
| E2                                                              | USF1/USF2                      |
| A3                                                              | Pdx1                           |
| CREB RE                                                         | -                              |
| CREB RE                                                         | CREB, CREM                     |
| A2                                                              | -                              |
| CAAT enhancer binding (CEB) (parcialment superposada a A2 i C1) | -                              |
| C1                                                              | -                              |
| E1                                                              | E2A, NeuroD1, HEB              |
| A1                                                              | Pdx1                           |
| G1                                                              | -                              |

## Estructura proteica
Dins dels vertebrats, hi ha molta similitud entre els tipus d'insulina. La insulina bovina difereix de la dels humans en tres residus d'aminoàcids i la porcina només en un. Fins i tot, la d'alguns tipus de peixos és suficientment semblant per ser clínicament efectiva en humans. La insulina d'alguns invertebrats, com la del nematode Caenorhabditis elegans, és molt semblant a la humana, té efectes similars a les cèl·lules i es produeix d'una manera força anàloga. Al llarg del temps evolutiu, la insulina ha estat fortament conservada, cosa que suggereix el seu caràcter central en el control metabòlic dels animals. El pèptid C (producte del desdoblament de la proinsulina), però, difereix molt més entre les espècies; es tracta també d'una hormona, però d'una de secundària.

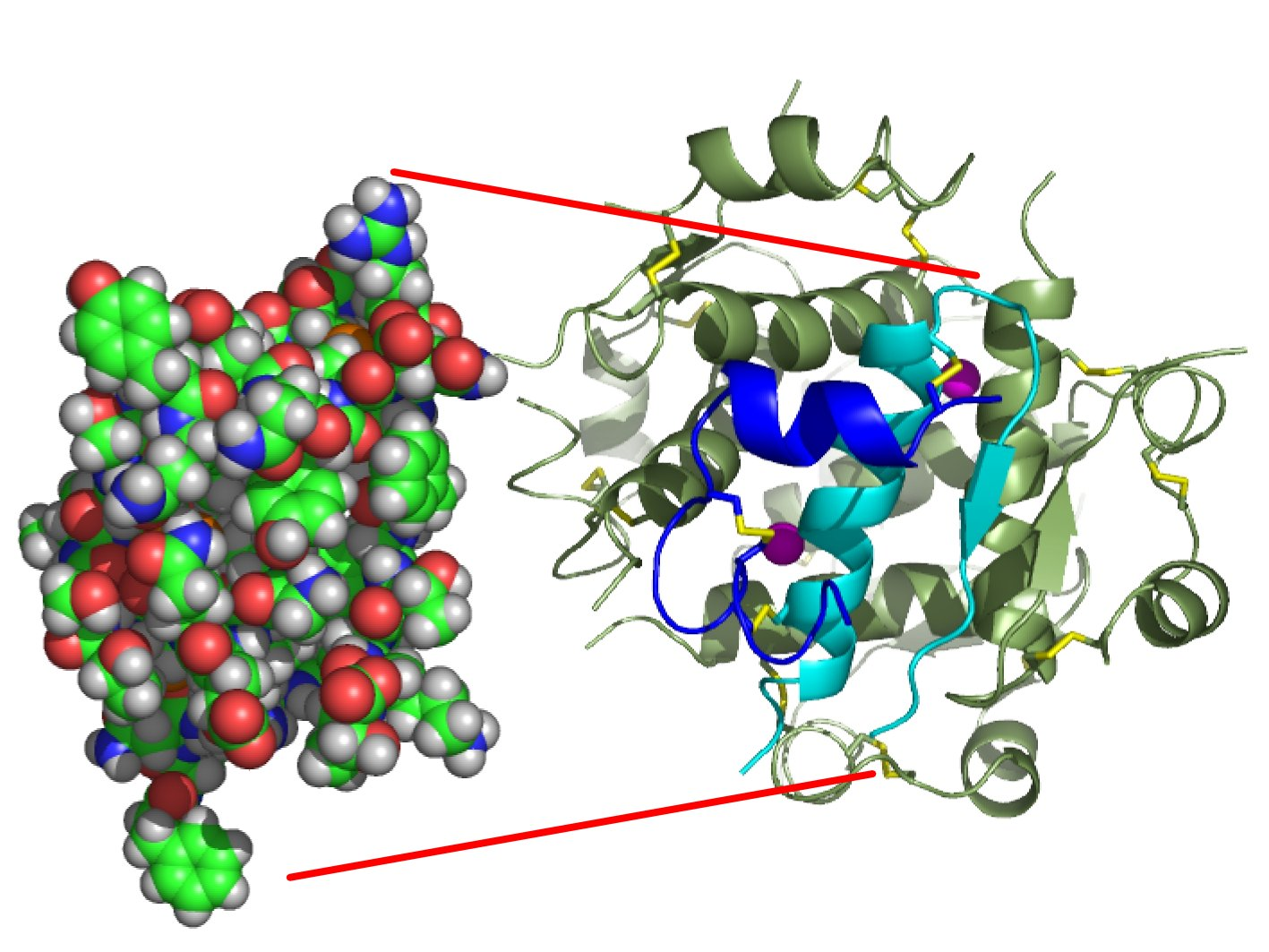
L'estructura de la insulina. A l'esquerra hi ha representat el model de boles del monòmer de la insulina, que és biològicament actiu. El carboni està en verd, l'hidrogen en blanc, l'oxigen en vermell i el nitrogen en blau. El dibuix de la dreta representa l'hexàmer de la insulina, és a dir, la forma com s'emmagatzema. La cadena A és la de color blau, mentre que la cadena B s'ha representat de blau cyan. El groc representa els ponts disulfur i les esferes de color magenta són els ions de zinc.

La conformació estructural de la insulina és essencial per a la seva activitat com a hormona. La insulina és produïda i emmagatzemada a l'organisme com un hexàmer (unitat de sis molècules d'insulina), mentre que la seva forma activa és el monòmer, és a dir, la molècula d'insulina sola. L'hexàmer és una forma inactiva que presenta estabilitat a llarg termini i serveix per mantenir protegida i alhora fàcilment disponible la insulina, ja que en forma monomèrica és altament reactiva.
A l'aparell de Golgi, la proinsulina és enviada a l'interior de vesícules secretores i d'emmagatzematge riques en Zn2+ i Ca2+, on es formen espècies hexamèriques de la proinsulina amb dos àtoms de zinc per cada hexàmer de proinsulina: (Zn2+)2(Ca2+)(Proin), que posteriorment és convertit en l'hexàmer d'insulina (Zn2+)2(Ca2+)(In), gràcies a l'acció d'enzims proteolítics i amb la producció de la proteïna C.
La conversió entre la forma hexamèrica i monomèrica és una de les característiques fonamentals de les fórmules d'injecció de la insulina, ja que l'hexàmer és molt més estable que el monòmer, la qual cosa és desitjable des d'un punt de vista pràctic. No obstant això, el monòmer és la forma més reactiva de l'hormona perquè la seva difusió és molt més ràpida, ja que la difusió d'una partícula és inversament proporcional a la seva mida. Si el medicament reacciona ràpidament, no cal que les injeccions precedeixin els àpats per hores, cosa que dona als diabètics una major flexibilitat en el seu horari diari. Alguns preparats d'insulina tenen variacions en almenys dos aminoàcids per tal que quan sigui injectada tingui menor tendència a formar agregats hexamèrics i la seva acció sigui ràpida.

## Síntesi, alliberament, efectes fisiològics i degradació
La insulina és produïda al pàncrees i alliberada quan es detecta algun dels diversos estímuls que existeixen, que inclouen la ingesta de determinades proteïnes i de glucosa, les quals passen a la sang a partir dels aliments digerits. Molts hidrats de carboni produeixen glucosa i per això fan augmentar els nivells de glucosa en sang, de manera que s'allibera insulina. Després, a les cèl·lules diana s'inicia un senyal de transducció que comporta l'augment de la captació de glucosa i el seu emmagatzematge. Finalment, la insulina secretada es degrada i finalitza la resposta.

### Síntesi

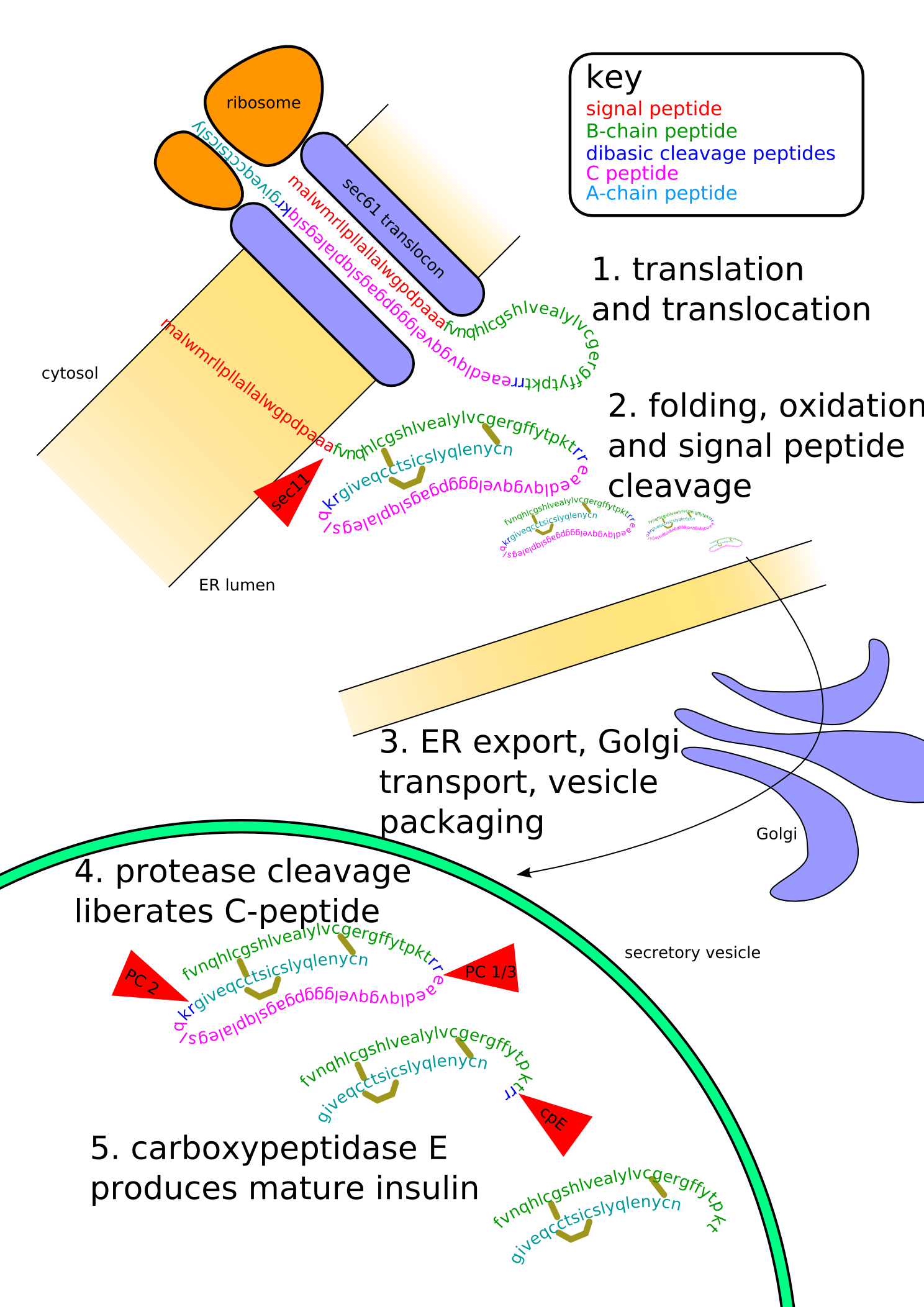
La insulina està sotmesa a nombroses modificacions posttraduccionals al llarg de la seva producció. La producció i la secreció són força independents; la insulina produïda s'emmagatzema abans de ser secretada. Tant el pèptid C com la insulina madura són biològicament actius. En aquesta imatge, els components de la cèl·lula i les proteïnes no estan a escala.

Als mamífers, la insulina és sintetitzada a les cèl·lules beta dels illots de Langerhans del pàncrees. Aquest òrgan és primordialment una glàndula exocrina, ja que conté d'un a tres milions d'illots de Langerhans constituïts en un 60-80% per cèl·lules beta, mentre que la part endocrina només representa un 2% de la seva massa total.
A les cèl·lules beta, la insulina se sintetitza a partir de la molècula precursora proinsulina, gràcies a l'acció dels enzims proteolítics, coneguts com a convertases prohormones (PC1 i PC2), així com l'exoproteasa carboxipeptidasa E. Les modificacions de la proinsulina consisteixen a eliminar la regió del centre anomenada pèptid C i deixar lliure els seus extrems C-terminal i N-terminal. Aquests extrems lliures, que tenen 51 aminoàcids en total i formen les cadenes A (21 aa) i B (30 aa), s'uneixen per mitjà de ponts disulfur. Encara que el pèptid C va ser descobert després que les cadenes A i B, la seqüència primària de la proinsulina és B-C-A.
La producció endògena d'insulina està regulada en diverses etapes al llarg de la via de síntesi:
- En la transcripció del gen de la insulina
- En l'estabilitat de l'ARN missatger.
- En la traducció de l'ARN missatger.
- En les modificacions post-traduccionals.

S'ha demostrat que la insulina i les proteïnes que hi estan relacionades també es produeixen al cervell i que els nivells reduïts d'aquestes proteïnes estan vinculats a la malaltia d'Alzheimer.

### Alliberament
Les cèl·lules beta dels illots de Langerhans alliberen la insulina en dues fases. La primera fase de l'alliberament es desencadena ràpidament com a resposta a l'augment dels nivells de glucosa en sang. En la segona fase s'elimina de forma més lenta la insulina de les vesícules recent formades, que s'activen independentment dels nivells de sucre.
La descripció de l'alliberament de la primera fase és el següent:
1. La glucosa penetra en les cèl·lules beta a través del transportador de glucosa GLUT2.
2. La glucosa provoca que tingui lloc la glucòlisi i el cicle respiratori, on es produeixen molècules d'ATP per processos oxidatius.
3. Els canals de potassi (K+) dependents dels nivells d'Adenosina trifosfat|ATP i, per tant, dependents dels nivells de glucosa en sang, es tanquen i la membrana de les cèl·lules es despolaritza.
4. Com a conseqüència de la despolarització, els canals de calci (Ca2+) regulats per voltatge s'obren i el calci entra a les cèl·lules.
5. L'increment del nivell de calci provoca l'activació de la fosfolipasa C, que trenca el fosfolípid de membrana fosfatidil inositol 4,5-bifosfat en inositol 1,4,5-trifosfat i diacilgricerol.
6. L'inositol 1,4,5-trifosfat (IP3) s'uneix als receptors proteics de la membrana del reticle endoplasmàtic. Això permet l'alliberament de calci del reticle endoplasmàtic a través dels canals IP3, de manera que la concentració de calci a l'interior de la cèl·lula encara augmenta més.
7. Quan l'increment de calci intracel·lular és prou significatiu, s'allibera la insulina que prèviament ha estat sintetitzada i emmagatzemada a les vesícules secretores.

Aquest és el mecanisme principal per alliberar insulina. A més, part d'aquest alliberament acostuma a produir-se amb la ingesta d'aliments, no només amb la ingesta de glucosa o hidrats de carboni, i les cèl·lules beta són també influenciades d'alguna manera pel sistema nerviós autònom. Els mecanismes de senyalització que controlen tots aquests vincles encara no s'entenen completament.
Existeixen altres substàncies que també estimulen l'alliberament d'insulina: els aminoàcids de les proteïnes ingerides, l'acetilcolina alliberada per les terminacions del nervi vague (sistema nerviós parasimpàtic), la colecistoquinina llançada per les cèl·lules enteroendocrines de la mucosa intestinal i el pèptid insulinotròpic dependent de glucosa (GIP). Els tres aminoàcids alanina, glicina i arginina actuen de forma similar a la glucosa i alteren el potencial de membrana de les cèl·lules beta. L'acetilcolina provoca l'alliberament a través de la fosfolipasa C, mentre que la colecistoquinina actua a través del mecanisme de l'adenilat ciclasa.
El sistema nerviós simpàtic, a través de l'estimulació dels receptors adrenèrgics alfa 2, com ho demostren els agonistes de la clonidina o la metildopa, inhibeix l'alliberament d'insulina. No obstant, cal assenyalar que l'adrenalina que circula activarà els receptors beta 2 de les cèl·lules beta dels illots pancreàtics per promoure l'alliberament d'insulina. Això és important perquè els músculs no poden beneficiar-se de l'increment de glucosa en sang que resulta de l'estimulació adrenèrgica (augment de la gluconeogènesi i la glicogenòlisi amb baixos nivells d'insulina en sang: actuació del glucagó) si no és que la insulina és present per permetre la translocació GLUT-4 als teixits. Per tant, a partir de la innervació directa, la noradrenalina inhibeix l'alliberament d'insulina a través dels receptors alfa 2 i, a continuació, l'adrenalina circulant que prové de la medul·la suprarenal estimularà els receptors beta 2 i promourà així l'alliberament d'insulina.
Quan el nivell de glucosa es redueix al valor fisiològic normal, l'alliberament d'insulina per les cèl·lules beta disminueix o s'atura. Si pel contrari el nivell és força inferior al nivell normal, s'alliberen hormones hiperglucèmiques que forcen l'alliberament a la sang de la glucosa emmagatzemada a les cèl·lules, especialment de la glucosa emmagatzemada en forma de glicogen al fetge. L'hormona més important encarregada d'aquesta funció és el glucagó, que se sintetitza a les cèl·lules alfa dels illots de Langerhans del pàncrees. Mitjançant l'augment de glucosa en sang, aquests hormones hiperglucèmiques prevenen o corregeixen la hipoglucèmia, que posa en perill la vida de l'individu. L'alliberament d'insulina és fortament inhibit per l'hormona de l'estrès noradrenalina, per la qual cosa és molt habitual que durant períodes d'estrès la glucèmia augmenti.
L'alteració de la primera fase de l'alliberament d'insulina es fa evident a la prova de tolerància a la glucosa, on es demostra una substancial elevació dels nivells de glucosa en sang durant els trenta primers minuts, un marcat descens durant els seixanta minuts següents i, de nou, un ascens constant als nivells de referència en les següents hores.

### Oscil·lacions

Al pàncrees, l'alliberament de la insulina oscil·la en un període de 3 a 6 minuts.

Fins i tot durant la digestió, generalment una o dues hores després d'un àpat, l'alliberament d'insulina des del pàncrees no és continu, sinó que oscil·la en un període de 3 a 6 minuts, passant de generar una concentració d'insulina en sang de més de 800 pmol/l a menys de 100 pmol/l. Això és així per evitar la regulació baixa dels receptors d'insulina de les cèl·lules diana i per ajudar al fetge a extraure insulina de la sang. És important tenir en compte aquesta oscil·lació quan se subministra medicació estimulant d'insulina, ja que el més ideal és aconseguir aquesta concentració oscil·latòria d'insulina a la sang, no una concentració elevada i constant. Tot i així, no es pot esperar que amb tots els mètodes s'obtingui un mecanisme tan precís. Llavors, pot ser aconseguit lliurant la insulina rítmicament a la vena portal o trasplantant les cèl·lules dels illots al fetge. Es té l'esperança que en un futur bombes d'insulina facin front a aquesta característica.

### Transducció de senyals
Hi ha proteïnes transportadores especials a les membranes cel·lulars a través de les quals la glucosa de la sang pot entrar a la cèl·lula. Aquests transportadors estan, indirectament, sota el control de la insulina en sang en determinats tipus de cèl·lules del cos, com per exemple les cèl·lules musculars. Els nivells baixos d'insulina circulant, o la seva absència, evitaran que la glucosa entri a les cèl·lules, com passa en la diabetis tipus 1. No obstant això, és més habitual que es produeixi una disminució en la sensibilitat de les cèl·lules per la insulina (característica de la diabetis tipus 2), fet que comporta una disminució en l'absorció de glucosa. En qualsevol cas, hi ha “fam cel·lular”, pèrdua de pes, a vegades de forma extrema. Encara que no és gaire habitual, en alguns casos el defecte es troba en la secreció d'insulina per part del pàncrees. En qualsevol cas, però, l'efecte és característic i el mateix: nivells elevats de glucosa en sang.
L'activació dels receptors d'insulina és conduïda als mecanismes cel·lulars de l'interior, cosa que afecta directament la captació de glucosa, ja que es veu alterat el nombre i el funcionament de les molècules proteiques de la membrana cel·lular que transporten la glucosa a l'interior de la cèl·lula. Els gens que especifiquen les proteïnes que formen el receptor de la insulina en les membranes cel·lulars han estat identificats, així com l'estructura de l'interior de la secció de la membrana cel·lular i, ara, finalment, després de més d'una dècada, l'estructura més externa de la membrana del receptor (uns investigadors australians van comunicar la seva tasca el 2006).
Principalment, hi ha dos tipus de teixits que són influenciats per la insulina, pel que fa a la captació de glucosa: les cèl·lules musculars (miòcits) i les cèl·lules del teixit adipós (adipòcits). Les primeres són importants a causa del seu paper central en el moviment, la respiració, la circulació, etc., mentre que els adipòcits ho són perquè són els responsables d'acumular l'excés d'energia dels aliments per futures necessitats. En conjunt, representen aproximadament dos terços de totes les cèl·lules d'un cos humà normal.

### Efectes fisiològics

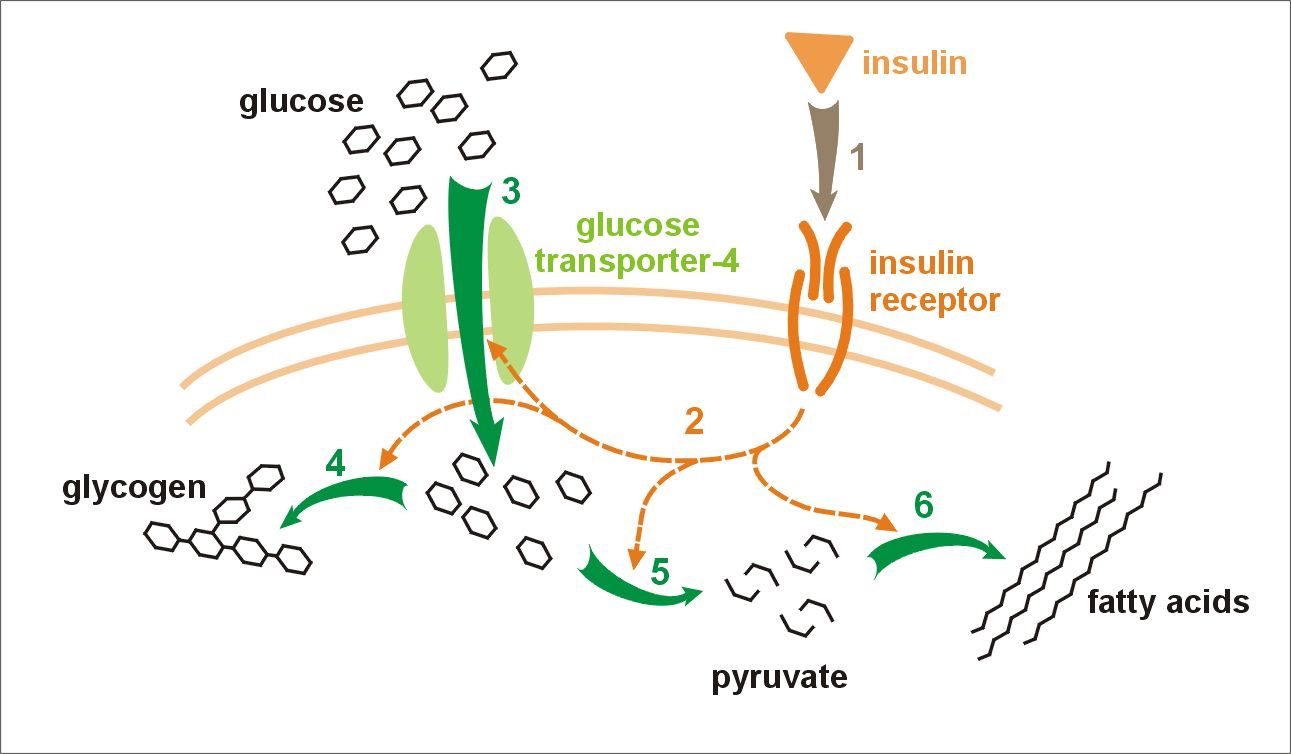
Efecte de la insulina en la captació de la glucosa i el metabolisme. La insulina s'uneix al seu receptor (1, el qual inicia l'activació de moltes proteïnes en cascada (2). Això inclou: translocació del transportador Glut-4 a la membrana plasmàtica i flux de glucosa cap a l'interior de la cèl·lula (3), síntesi de glicogen (4), glicòlisi (5) i síntesi d'àcids grassos (6).

Les accions de la insulina a nivell global en el metabolisme humà inclouen:
- Control de la captació cel·lular de certes substàncies, sobretot glucosa en els músculs i el teixit adipós (representen dos terços de les cèl·lules del cos).
- Augment de la replicació de l'ADN i la síntesi de proteïnes a partir del control de la captació d'aminoàcids.
- Modificació de l'activitat de nombrosos enzims.

Les accions de la insulina a les cèl·lules són:
- Augment de la síntesi de glicogen. La insulina provoca l'emmagatzematge de la glucosa en les cèl·lules del fetge i dels músculs en forma de glicogen; nivells baixos d'insulina fan que les cèl·lules del fetge converteixin el glicogen en glucosa i l'excretin a la sang. Aquesta és l'acció clínica de la insulina, que és directament útil per reduir els nivells de glucosa en sang, com en la diabetis.
- Augment de la síntesi d'àcids grassos. La insulina força als adipòcits a captar els lípids de la sang, que són transformats en triacilglicèrids; la manca d'insulina provoca l'efecte invers.
- Augment de l'esterificació d'àcids grassos. Fa que els adipòcits facin més greixos d'èsters d'àcids grassos (triacilglicerols); la manca d'insulina provoca l'efecte invers.
- Disminució de la proteòlisi, és a dir, disminució de la degradació de proteïnes.
- Disminució de la lipòlisi. Redueix la transformació dels lípids emmagatzemats als adipòcits en àcids grassos que van a la sang; la seva manca té l'efecte invers.
- Disminució de la gluconeogènesi. Fa disminuir la producció de glucosa a partir de substrats que no són sucres, especialment al fetge (la majoria de la insulina endògena que arriba al fetge no en surt mai més); la manca d'insulina fa augmentar la producció de glucosa a partir d'una gran varietat de substrats en el fetge i en altres llocs.
- Disminució de l'autofàgia. Disminueix el nivell de degradació dels orgànuls danyats. Determinats nivells (postprandial) inhibeixen l'autofàgia completament.[12]
- Augment de la captació dels aminoàcids que circulen per la sang; la seva manca n'inhibeix l'absorció.
- Augment de la captació de potassi; la manca n'inhibeix l'absorció. Si a causa de la insulina augmenta la captació cel·lular de potassi, disminueix el nivell de potassi en la sang.
- To muscular arterial. Força la relaxació de les parets musculars de les artèries, de manera que augmenta el flux sanguini, principalment en les microartèries; la manca d'insulina fa reduir el flux, ja que permet que aquests músculs es contreguin.
- Augment de la secreció d'àcid clorhídric per les cèl·lules parietals de l'estómac.

### Degradació
Un cop la molècula d'insulina ja s'ha acoblat al receptor i ha efectuat la seva acció, pot ser alliberada de nou al medi extracel·lular o degradada per la cèl·lula. Normalment, la degradació implica l'endocitosi del complex del receptor de la insulina, seguida per l'acció de l'enzim encarregat degradar-la. La majoria de les molècules d'insulina són degradades per les cèl·lules del fetge. S'ha estimat que una molècula d'insulina produïda endògenament per les cèl·lules beta pancreàtiques es degrada una hora després del seu llançament inicial a la circulació, aproximadament (vida mitjana de la insulina: 4-6 minuts aproximadament).

## Hipoglucèmia
Encara que la majoria de les cèl·lules poden utilitzar altres fonts d'energia, com els àcids grassos, les neurones depenen de la glucosa. Les neurones no necessiten la insulina per absorbir la glucosa, a diferència dels teixits muscular i adipós, i tenen al seu interior quantitats molt petites de glicogen emmagatzemat. El glicogen emmagatzemat als hepatòcits (el dels músculs no) pot convertir-se en glucosa que és alliberada a la sang quan hi ha insuficiència o absència de glucosa provinent de la digestió El glicerol que forma part de l'estructura dels triacilglicèrids també pot ser utilitzat per produir glucosa destinada a la sang.
L'escassetat de les fonts de glucosa i la manca significativa d'aquesta pot manifestar-se de forma dramàtica en el deteriorament del funcionament del sistema nerviós central, essent possible l'aparició de marejos, problemes en la parla i pèrdues de consciència. Els nivells de glucosa baixos es coneixen amb el nom d'hipoglucèmia i, en cas que es produeixi pèrdua de consciència, coma hipoglucèmic (a vegades s'anomena “xoc d'insulina” perquè és l'agent causal més comú). Les causes endògenes de l'excés d'insulina (com un insulinoma) són força estranyes. La immensa majoria de vegades que un excés d'insulina indueix hipoglucèmia són per causes iatrogèniques o accidentals. Hi ha hagut alguns casos d'assassinat, intent d'assassinat o suïcidi que s'han basat en una sobredosi d'insulina, però la majoria dels xocs d'insulina són deguts a un error en la dosificació de l'hormona (per exemple, 20 unitats d'insulina en lloc de dos) o altres factors no previstos (no menjar tant com s'esperava, fer més exercici del previst, imprevistos de la cinètica de la insulina injectada).
Les possibles causes de la hipoglucèmia són les següents:
- Insulina externa (normalment injectada per via subcutània).
- Hipoglucemiants orals (per exemple, qualsevol de les sulfonilurees, o drogues similars, les quals inciten l'alliberament d'insulina des de les cèl·lules beta com a resposta a un nivell de glucosa en sang determinat).
- La ingesta de substituts del sucre baixos en hidrats de carboni per part de persones no diabètiques o que pateixen la diabetis tipus 2. Els estudis en animals mostren que aquests poden desencadenar la secreció d'insulina, encara que en quantitats molt més petites que els sucres, segons un informe publicat a la revista Discover, l'agost de 2004, pàgina 18. (Aquesta no pot ser una causa d'hipoglucèmia en els pacients que presenten diabetis tipus 1 perquè no es pot estimular la producció d'insulina endògena, ja que no n'hi ha).

## Malalties i síndromes
Hi ha diverses condicions en què la pertorbació d'insulina és patològica:
- Diabetis mellitus: terme general per referir-se a tots els estats caracteritzats per la hiperglucèmia.
  - Tipus 1: el mateix sistema immunològic de l'organisme destrueix les cèl·lules beta del pàncrees i, per tant, inactiva la producció d'insulina.
  - Tipus 2: les cèl·lules que requereixen la insulina per absorbir la glucosa són resistents a l'hormona. Aquesta síndrome és causada per múltiples factors que són una combinació de la influència de la susceptibilitat genètica i la influència dels factors ambientals. L'obesitat, l'edat i la manca d'activitat física són alguns dels factors influents més coneguts, alhora que aquesta forma de diabetis s'hereta amb facilitat.
  - Altres tipus d'intolerància a la glucosa.
- Insulinoma: tumor de les cèl·lules beta pancreàtiques que produeix excés d'insulina o hipoglucèmia reactiva.
- Síndrome metabòlica. És una malalta que actualment, encara no és clar si els signes tenen una única causa tractable o són el resultat dels canvis corporals que condueixen a la diabetis tipus 2. La pressió arterial elevada, la dislipidèmia (alteracions en les formes de colesterol i altres lípids sanguinis) i l'increment de la cintura (almenys en les poblacions dels països desenvolupats) són algunes de les característiques més habituals. La causa fonamental pot ser la resistència a la insulina de la diabetis tipus 2, que fa disminuir la resposta a la insulina en el teixit muscular i adipós, bàsicament. És molt comú que sorgeixin problemes d'hipertensió arterial, obesitat, diabetis tipus 2 i malalties cardiovasculars.
- Síndrome de l'ovari poliquístic (SOP). És una síndrome complexa que apareix en les dones en edat reproductiva que es caracteritza per anovulació i excés d'andrògens. És present en molts casos de resistència a la insulina la SOP.

## Com a medicament
Actualment, la insulina “humana” biosintètica es fabrica per a ús clínic generalitzat mitjançant la utilització de tècniques d'enginyeria genètica que es basen en la tecnologia de l'ADN recombinat. Recentment, els investigadors han aconseguit introduir el gen de la insulina en plantes per tal de produir-hi l'hormona, concretament en càrtam. Es preveu que aquesta tècnica redueixi els costos de producció.
Existeixen diverses versions modificades lleugerament de la insulina humana que, si bé tenen un efecte sobre els nivells de glucosa en sang com si fossin còpies exactes, han estat dissenyades per tenir alguna característica diferent en l'absorció o la duració de l'acció. Normalment s'anomenen “anàlegs de la insulina”. Per exemple, la insulina “lispro” no presenta un efecte de retard en l'absorció com la insulina regular i comença a tenir efecte en tan sols quinze minuts. Per tant, utilitzar-la no requereix la planificació prèvia i necessària en altres tipus d'insulina que fan efecte força temps més tard de la seva administració (fins i tot després d'hores). Un altre tipus d'insulina, la insulina glargina, té un millor alliberament i presenta un efecte continu i regular durant tot el temps que està activa, a diferència dels pics i caigudes dels efectes d'altres tipus, el qual es manté durant un període de 18 a 24 hores.

### Administració de la insulina
La insulina no es pot prendre per via oral com la gran majoria de medicaments perquè es trenca en fragments, com passa gairebé amb totes les proteïnes que s'introdueixen en el tracte gastrointestinal, de manera que es perd la seva activitat. S'han fet algunes recerques per trobar la manera de protegir l'hormona del tracte digestiu i poder-la així administrar per via oral o sublingual. Si bé experimentalment, diverses empreses tenen ara diferents fórmules en assaigs clínics que, si tenen èxit, podrien ser comercialitzades d'aquí a uns anys.
Ara per ara, la insulina s'injecta per via subcutània amb xeringues amb agulla d'un sol ús, bombes d'insulina o amb injeccions preparades (denominades vulgarment bolígraf o ploma) amb agulla (l'agulla es pot utilitzar com a màxim 3 o 4 vegades) que es poden utilitzar més d'un cop.
Per fer una correcta administració de la insulina cal tenir en compte:
- La insulina s'ha d'administrar al teixit subcutani.
- Si la injectem directament al múscul, l'absorció és més ràpida i pot provocar hipoglucèmies.
- Si la injectem just sota la pell, l'absorció és més lenta, provoca més dolor i pot ocasionar una reacció immunològica.
- Zones d'injecció. Les zones del cos més indicades per injectar la insulina són:
- L'abdomen. S'han de deixar 4 dits al voltant del melic. L'absorció en aquesta zona és més ràpida. Recomanable amb insulines ràpides i lispro.
Per conservar el teixit subcutani en bon estat, és aconsellable dividir la zona d'injecció en quatre parts imaginàries amb què caldrà fer rotació setmanalment.
- Els braços. Part superior externa, deixant 4 dits per sobre el colze i 4 dits per sota l'espatlla.
L'absorció és mitjana i es recomana amb insulines ràpides i lispro.
- Les cuixes. Part superior externa deixant 4 dits per sota l'engonal i 4 dits per sobre el genoll.
L'absorció és més lenta. Recomanable amb insulines intermèdies i lentes.
- Les natges. S'han de deixar 4 dits per sota dels malucs.
L'absorció encara és més lenta. Recomanable amb insulines intermèdies i lentes.
La diferent vascularització local de les zones esmentades pot fer variar el temps d'absorció de la insulina; per tant, és recomanable utilitzar la mateixa zona (braç dret/esquerre, cuixa dreta/esquerra...) a la mateixa hora del dia. És convenient deixar 1 cm aproximadament entre una punxada i l'altra.
Fa temps, les agulles eren molt llargues i era recomanable fer un plec a la pell a l'hora de punxar, amb un angle de 45°. Ara, disposem d'agulles de 8 mm que
permeten punxar la insulina amb un angle de 90° en persones amb un pes normal, i també de 5 mm per a les persones primes, nens o esportistes amb molta massa muscular i poc teixit subcutani.

### Classes d'insulina
Els anàlegs de la insulina són insulines modificades molecularment per tal de controlar-ne l'inici d'acció o la durada. Així, es poden apliar insulines d'acció ràpida o lenta, i d'acció curta o llarga.

#### Insulina d'acció ultra-ràpida
L'inici d'acció de les insulines d'acció ultra-ràpida és als 10-15 minuts després de l'administració, i el punt màxim d'activitat és als 30-90 minuts, arribant a durar entre 3 i 4 hores. Alguns exemples són la insulina lispro, insulina aspart i insulina glulisina.

#### Insulina d'acció ràpida
Les insulines d'acció ràpida, també anomenades insulines cristal·lines; l'inici d'acció és als 30-60 minuts de l'administració, i el punt màxim d'activitat és a les 2-3 hores, amb una durada màxima de 5-7 hores.

#### Insulina d'acció intermèdia
La insulina d'acció intermèdia, o insulina basal. La insulina humana regular, sense modificacions, pertany a aquest grup. S'afegeix protrombina per tal d'alentir el temps d'absorció, fent que la duració sigui de 10 a 13 hores. L'inici de l'efecte és a l'1-2 hores després de l'administració, i el punt màxim d'acció apareix a les 4-7 hores.

#### Insulina d'acció lenta
És anàleg de la insulina intermèdia. La durada màxima és de 24 hores. Alguns exemples són la insulina lente (i també ultralente), la insulina detemir i la glargina.

### Efectes adversos
- Al·lèrgia, afecta aproximadament el 2% de les persones, de les quals la majoria de les reaccions no es deuen a la insulina en si, sinó als conservants afegits a la insulina com el zinc, la protamina i el meta-cresol.
- Lipohipertròfia, localitzada de la pell.

## Història

### Descobriment i caracterització
L'any 1869, Paul Langerhans, un estudiant de medicina de Berlín, estava estudiant amb microscopi l'estructura del pàncrees quan va identificar alguns grups de teixits estranys escampats per l'òrgan. La funció d'aquests grups de cèl·lules, més tard coneguts amb el nom d'illots de Langerhans, era desconeguda, però Edouard Laguesse, més tard, va suggerir que potser produïen secrecions que eren importants en la regulació de la digestió. El fill de Langerhans, Archibald, també va ajudar a entendre aquesta funció reguladora.
El 1889, el físic polonès-alemany Oskar Minkowski, amb la col·laboració de Joseph von Mering, va extreure el pàncrees d'un gos sa per comprovar la seva suposada participació en la digestió. Uns dies després, el cuidador del gos va adonar-se que les mosques s'alimentaven de l'orina del gos, per la qual cosa van analitzar-la i hi van trobar sucre. Aquesta va ser la primera relació que es va establir entre el pàncrees i la diabetis. El 1901, Eugene Opie va establir d'una forma clara la relació entre els illots de Langerhans i la diabetis: “La Diabetis Mellitus […] és causada per la destrucció dels illots de Langerhans i només es produeix quan aquests estan en part o totalment destruïts”. Abans de la seva tasca, era evident la relació entre el pàncrees i la diabetis, però no es coneixia el paper dels illots.
Durant les dues dècades següents, es van dur a terme diversos intents per aïllar allò que els illots secretaven. L'any 1906, George Ludwig Zuerzer va tenir un cer èxit extraient pàncrees de gossos, però no va ser capaç de continuar la seva feina. Entre el 1911 i el 1912, E.L. Scott, de la Universitat de Chicago, va utilitzar extractes aquosos de pàncrees i va observar una lleugera disminució de la glucosúria, però no va ser capaç de convèncer el seu director del valor de la seva feina. Israel Kleiner va demostrar efectes similars a la Universitat de Rockefeller l'any 1919, però la seva investigació va ser interrompuda per la Primera Guerra Mundial i ja no la va reprendre mai més.
Nicolae Paulescu, professor de fisiologia de la Universitat de Medicina i Farmàcia de Bucarest, va ser el primer científic que va aconseguir aïllar la insulina, la qual va anomenar “pancrein”. Va publicar el seu treball l'any 1921. Romania va patentar l'ús de les seves tècniques, però no en va resultar cap ús clínic.
L'octubre de 1920, el canadenc Frederick Banting estava llegint un article de Minkowski quan va concloure que era l'excés de les secrecions digestives que Minkowski havia estudiat en un principi el que col·lapsava la secreció dels illots i impedia que s'efectués una extracció amb èxit. Llavors, va apuntar en una nota: “lligar els conductes del pàncrees del gos. Mantenir-lo viu fins que es produeixi una degeneració que deixi els illots. Intentar aïllar la secreció interna d'aquests illots i alleujar la glucosúria”.
La idea era que la secreció interna del pàncrees, que suposadament regulava el sucre de la sang, podria ser la clau per al tractament de la diabetis. Banting, que era un cirurgià amb experiència, sabia que si es lligaven certes artèries es podria induir l'atròfia de la major part del pàncrees deixant intactes els illots de Langerhans. La seva teoria era que podria aconseguir un extracte relativament pur dels illots un cop s'hagués degenerat la resta del pàncrees.
La primavera de 1921, Banting va viatjar a Toronto per explicar la seva idea a J.J.R. Macleod, un professor de fisiologia de la Universitat de Toronto, per demanar-li si podia utilitzar el seu laboratori per comprovar la seva idea. Primer es va mostrar escèptic, però finalment va accedir a deixar-li el seu espai del laboratori mentre ell era de vacances a l'estiu. A més, va subministrar-li deu gossos pels seus experiments i dos estudiants de medicina perquè l'ajudessin al laboratori, Charles Best i Clark Noble. Com que Banting només en necessitava un, van jugar-se a cara o creu qui l'ajudaria la primera meitat de l'estiu i qui ho faria la segona. Best va guanyar i va escollir el primer torn. Desafortunadament per Noble, Banting va decidir quedar-se amb Best tot l'estiu i, fins i tot, més tard va compartir amb ell la meitat dels diners del Premi Nobel i gran part del mèrit del descobriment de la insulina. Potser si aquell dia Noble hagués guanyat el joc de cara o creu la seva carrera hauria estat totalment diferent. El mètode de Banting va consistir a lligar una espècie de cadena al voltant del conducte pancreàtic i, quan ho va examinar setmanes després, les cèl·lules digestives del pàncrees havien mort i havien estat absorbides pel sistema immunològic, deixant milers d'illots. Llavors, van poder aïllar un extracte dels illots, els quals produïen el qual ells anomenaven «isletin», actualment coneguda com a insulina. Finalment, van provar l'extracte en els gossos. Banting i Best van aconseguir mantenir viu tot l'estiu injectant-li l'extracte cru que havien preparat. Li van donar el nom “Alpha”. L'eliminació del pàncrees en animals de laboratori imita bàsicament la diabetis, ja que augmenten els nivells de glucosa en sang. El gos va poder mantenir-se viu perquè els extractes, que contenien insulina, li disminuïen els nivells de glucosa en sang.
Banting i Best van presentar llur treball a Macleod quan va tornar a Toronto a la tardor de 1921, però ell va assenyalar errors en el disseny experimental i va suggerir que es repetissin els experiments amb més gossos i amb un equipament millor. Ell mateix els va facilitar un laboratori en millors condicions, i va començar a pagar Banting un sou per la seva investigació. Com que unes quantes setmanes després la segona tanda d'experiments també va tenir èxit, aquell mateix novembre Macleod va ajudar-los a publicar els seus resultats de forma privada a Toronto. No obstant això, van necessitar sis setmanes per extreure la insulina («isletin») i això els feia endarrerir. Banting va suggerir que podien provar d'utilitzar el pàncrees fetal d'un vedell, ja que aquest encara no ha desenvolupat les glàndules digestives. La idea va funcionar i un cop solucionat el problema, el següent esforç va ser la purificació de l'extracte. El mes de desembre de 1921, Macleod va convidar el bioquímic James Collip perquè els ajudés en aquesta tasca i, en un mes, l'equip se sentia preparat per fer un test clínic.
L'onze de gener de 1922, Leonard Thompson, un diabètic de catorze anys que s'estava morint a l'Hospital General de Toronto, va rebre la primera injecció d'insulina. Com que l'extracte era força impur, Thompson va experimentar una reacció al·lèrgica severa i les següents injeccions van ser cancel·lades. Durant els dotze dies següents, Collip va treballar de forma exhaustiva per millorar l'extracte de pàncrees, i el dia 23 es va injectar la segona dosi, que va tenir un èxit rotund, no només perquè no hi van aparèixer efectes adversos, sinó perquè van aconseguir eliminar completament la glucosúria pròpia de la diabetis.
Els nens que morien de cetoacidosi diabètica es mantenien en grans sales, sovint amb més de cinquanta pacients en una sala, amb la majoria d'ells en estat de coma, mentre els familiars esperaven la mort inevitable. Banting, Best i Collip, però, en un dels moments més dramàtics de la medicina, van anar llit per llit d'una sala injectant el nou extracte purificat. Abans que arribessin a injectar la dosi a l'últim nen que s'estava morint, els primers ja van començar a despertar-se del coma. Tot i així, Banting i Best no van treballar mai a gust amb Collip i aquest últim va abandonar el projecte poc després.
Durant la primavera de 1922, Best va millorar les seves tècniques fins al punt que podien ser extretes grans quantitats d'insulina, segons la demanda, però la preparació continuava essent impura. L'empresa “Eli Lilly and Company” ja havia ofert ajuda no gaire després de la primera publicació de 1921. Van acceptar l'oferta a l'abril i, al mes de novembre, gràcies a Lilly van ser capaços de produir grans quantitats d'insulina altament refinada, pura. Poc després, la insulina va ser posada en venda.
La insulina purificada provinent de fonts animals va ser l'únic tipus d'insulina disponible pels diabètics fins que la recerca mèdica va avançar en el camp de la genètica. L'estructura dels aminoàcids de la insulina va ser caracteritzada durant els anys cinquanta. Més tard, a començaments dels seixanta, es va produir la primera insulina sintètica simultàniament en dos laboratoris: el Panayotis Katsoyannis de la Universitat de Pittsburgh i el Helmut Zahn de RWTH Aachen University.
Dins el camp de l'enginyeria genètica, la primera insulina sintètica «humana» va ser produïda per Herbert Boyer l'any 1977 a un laboratori, amb la utilització d'E. Coli. Boyer va fundar una associació amb Genentech. L'any 1982, Eli Lilly va llançar al mercat la primera insulina humana biosintètica sota la marca Humulin. Actualment, la majoria de la insulina que s'utilitza arreu del món és insulina humana recombinada biosintètica o els seus anàlegs.

### Premis Nobel
El 1923, el comitè dels Premis Nobel va reconèixer l'extracció pràctica de la insulina a un equip de la Universitat de Toronto i va premiar dos homes: Frederick Banting i J.J.R. Macleod. Van ser premiats amb el Premi Nobel de Fisiologia o Medicina per descobrir la insulina. Banting va compartir el seu premi amb Best i Macleod va fer el mateix amb James Collip, ja que no van trobar bé que no se'ls mencionés. La patent de la insulina va ser venuda a la Universitat de Toronto per un dòlar.
Sorprenentment, Paulescu ja havia realitzat una feina pionera que va ser ignorada pels membres del comitè. Per això, Ian Murray, professor de fisiologia de l'Anderson College de Glasgow (Escòcia), cap del departament de Malalties Metabòliques d'un important hospital de la ciutat, vicepresident de l'Associació Britànica de Diabètics i membre de la Federació Internacional de Diabetis, es va encarregar de corregir aquest error històric que perjudicava Paulescu. Va escriure:
«S'ha donat un reconeixement insuficient a Paulescu, el distingit científic de Romania, ja que quan l'equip de Toronto va iniciar la seva recerca, ell ja havia extret amb èxit del pàncrees l'hormona antidiabètica i havia provat la seva eficàcia en la reducció de la hiperglucèmia en gossos diabètics». Més tard, Murray va afegir:«Recentment, en un comunicat privat, el Professor Tiselius, cap de l'institut Nobel, ha expressat que la seva opinió personal és que Paulescu era igual de digne de rebre el premi de 1923».
L'estructura primària de la insulina va ser determinada pel biòleg molecular britànic Frederick Sanger, qui va ser premiat amb el Premi Nobel de Química el 1958. Cal afegir que va ser la primera proteïna seqüenciada.
El 1969, després de dècades de treball, Dorothy Crowfoot Hodgkin va determinar la conformació espacial de la molècula, l'estructura terciària, mitjançant estudis de difracció de raigs X. Va ser premiada el 1964 amb el Premi Nobel de Química pel desenvolupament de la cristal·lografia.
Rosalyn Sussman Yalow va rebre l'any 1977 el Premi Nobel de Medicina pel desenvolupament de l'assaig radioimmunològic per la insulina.